# Mezirolská lípa
Mezirolská lípa je památný strom lípa malolistá (Tilia cordata). Roste na jižním okraji Mezirolí, místní části města Nové Role v okrese Karlovy Vary v Karlovarském kraji, na soukromém pozemku před usedlostí čp. 4. Pravděpodobně byla zasazena jako rodový strom.  
Hustě zavětvená koruna srdčitého tvaru sahá do výšky 19,5 m, obvod kmene měří 278 cm (měření 2014). Strom je chráněn od roku 2006.

## Galerie

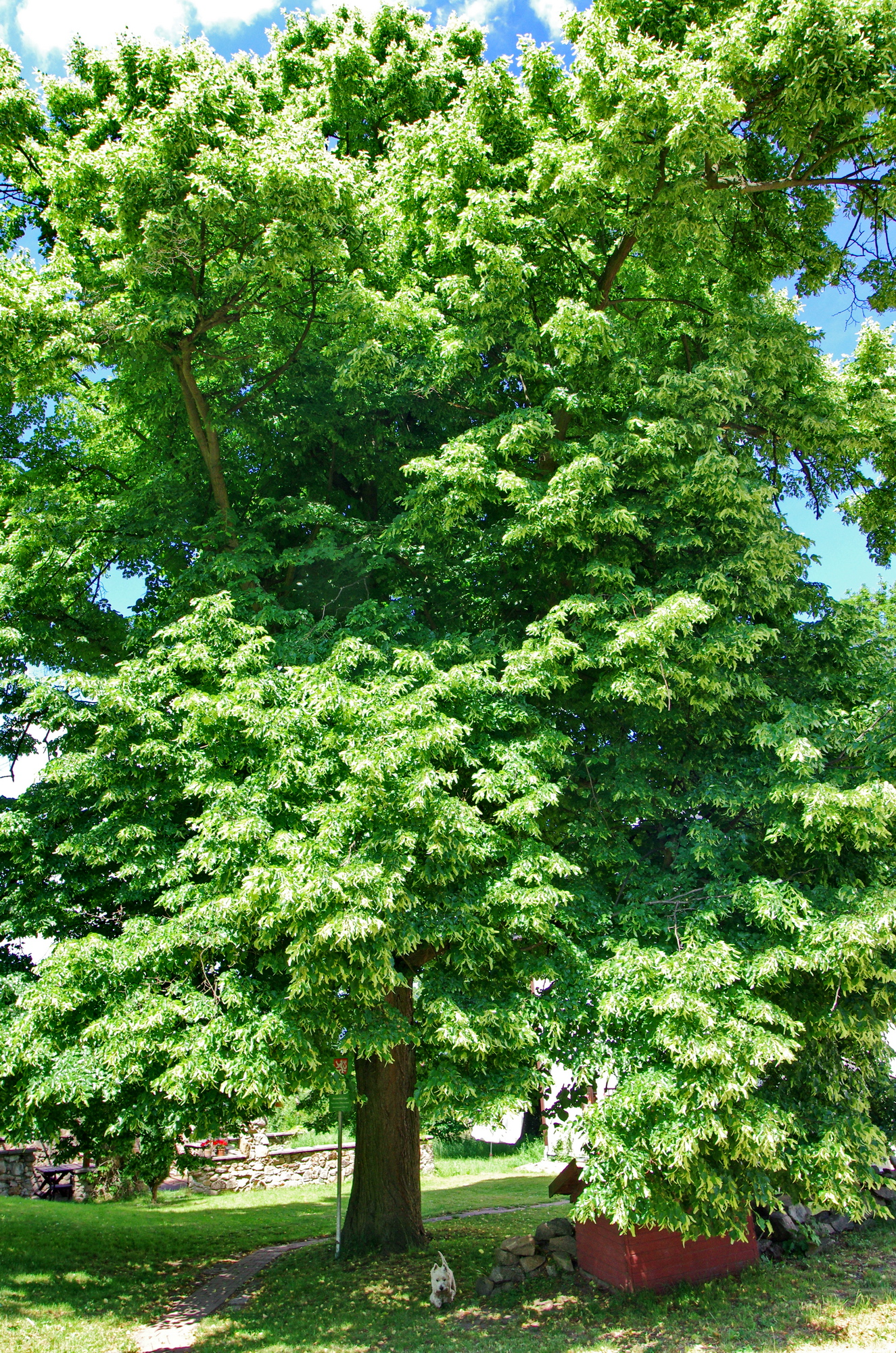
Mezirolská lípa v červnu 2015

## Stromy v okolí
- Lípa u hřbitova
- Včelí dub
- Lípa u kapličky
- Smuteční buk u školy